# 立川断層

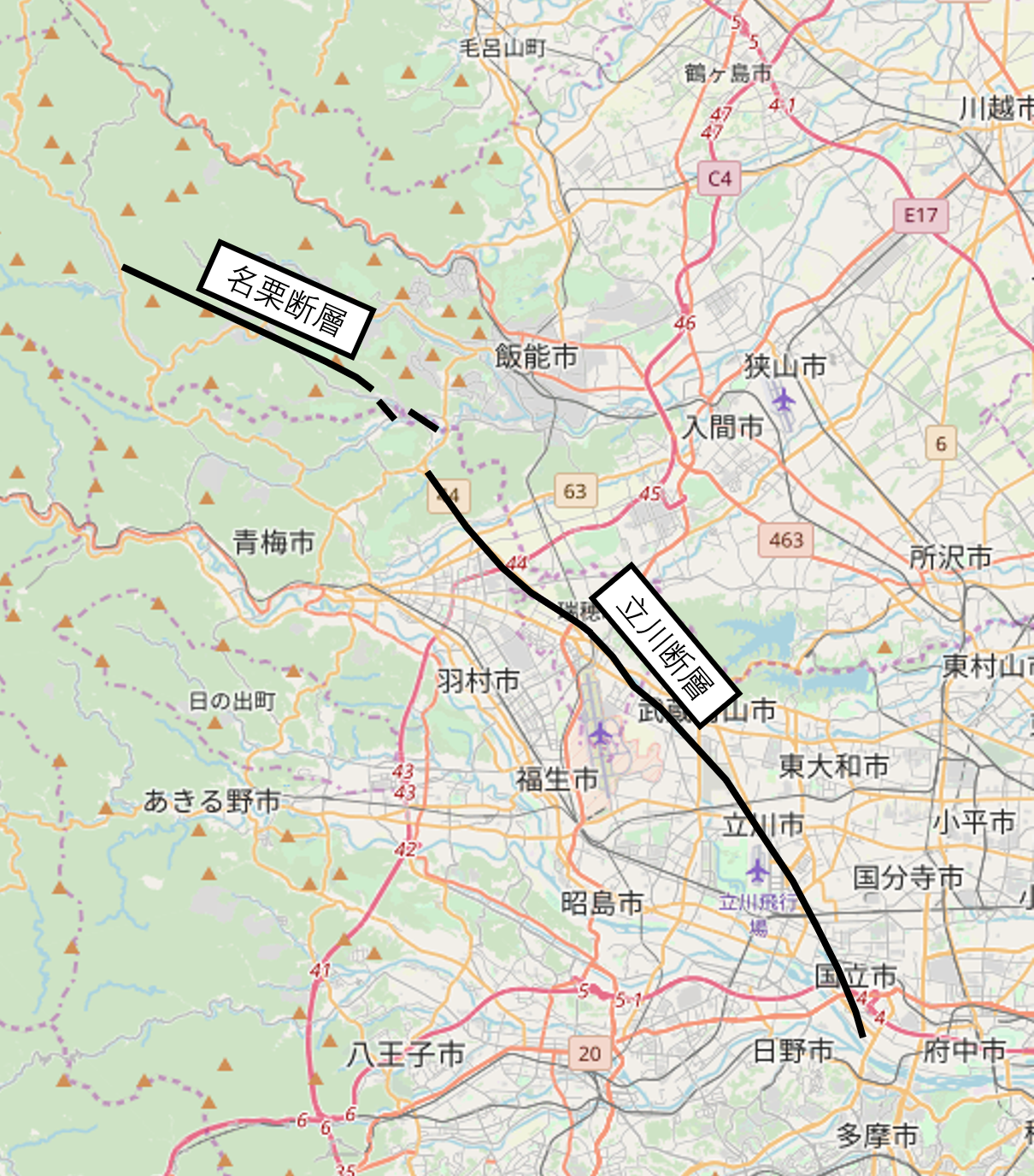
立川断層の位置

立川断層（たちかわだんそう）は、かつて日本の関東地方に存在するとされた活断層である。後の調査により範囲が見直された結果、現在は箱根ヶ崎断層（はこねがさきだんそう）と呼称される。

## 概要
北方への延長線上に存在する名栗断層と合わせて総延長約33 kmの立川活断層群（立川断層帯）を成すと考えられていたが、文部科学省による研究により、活断層は、阿須山丘陵（埼玉県飯能市）・笹仁田峠（東京都青梅市）付近を北西端とし、金子台（入間市）・箱根ヶ崎（西多摩郡瑞穂町）を経て、武蔵村山市三ツ木付近まで分布するのみとわかったため、この活断層は新たに箱根ヶ崎断層と呼ばれるようになった。

## 評価
平成27年（2015年）5月、地震調査推進本部の事業として東京大学地震研究所の佐藤比呂志教授による平成24年からの3年間の立川断層の調査結果が報告された。それまで33 kmと推定されていた断層のうち確認されたのは瑞穂町箱根ヶ崎の12 kmで、立川市内には存在しないと結論づけた調査結果から報告書中では断層名を立川断層から箱根ヶ崎断層に変更している。

## 断層帯域の自治体

### 埼玉県
- 飯能市
- 入間市

### 東京都
- 青梅市
- 西多摩郡瑞穂町
- 武蔵村山市

### かつて断層帯があるとされていた地域
- 昭島市
- 立川市